# Entschuldigung
Eine Entschuldigung ist im Wortsinne eine Schuldbefreiung, die zu den Umgangsformen gehört. Im korrekten Sinn ist die Bitte um Entschuldigung jedoch nur eine Höflichkeitsfloskel, die Mitgefühl für Geschehnisse ausdrückt, die zwar in Zusammenhang mit der bittenden Person stehen, für die sie jedoch keine Verantwortung hat (etwa für ein Malheur). Eine anerkannte Schuld für eine fehlerhafte Handlung, Duldung oder Unterlassung wird nur durch eine Bitte um Verzeihung ausgedrückt. Im allgemeinen Sprachgebrauch werden Entschuldigung und Verzeihung jedoch meist synonym gebraucht. Der Geschädigte kann die Entschuldigung annehmen oder ablehnen.

## Bedeutungswandlung
Früher stand das Wort „Entschuldigung“ für die Aufhebung der Schuld des Verursachers durch den Geschädigten. Die verursachende Person konnte dabei nur eine „Bitte um Entschuldigung“ äußern, die vom Geschädigten gewährt oder verweigert werden konnte. „Sich zu entschuldigen“ wäre unangemessen als „sich selbst von Schuld freisprechen“ verstanden worden. Im Laufe der Geschichte wandelte sich aber das Wort „Entschuldigung“ vom Akt der Aufhebung der Schuld zu einem Synonym für „Begründung“ oder „Rechtfertigung“ eines Vorfalls. Mittlerweile ist der reflexive Gebrauch des Verbs üblich: „sich entschuldigen“ hat die Bedeutung „um Nachsicht, Verständnis, Verzeihung bitten“.
Zum Vergleich: Das Englische unterscheidet streng zwischen „sich entschuldigen, um Entschuldigung bitten“ (englisch to apologise, to apologize) und „jemanden oder etwas entschuldigen“ (to excuse).

## Annahme einer Entschuldigung
Für die Annahme einer (Bitte um) Entschuldigung spielt – neben der Schwere der Schuld – der Umstand eine Rolle, ob echte Reue und nicht nur ein oberflächliches Harmoniebedürfnis beim Verursacher der Schuld vorliegt. Es ist üblich, die Annahme einer Entschuldigung durch Worte oder Gesten (z. B. einen Händedruck) dem Gegenüber mitzuteilen. Die Angelegenheit gilt damit als „aus der Welt geschafft“.

## Entschuldigung aus Höflichkeit
Im alltäglichen Leben gilt es als Zeichen von Höflichkeit, auch dann um Entschuldigung zu bitten, wenn kein eigenes Verschulden vorliegt, z. B. für eine längere Wartezeit aufgrund starken Kundenandrangs oder eine witterungsbedingte Verspätung im öffentlichen Personenverkehr.
Des Weiteren bittet man auch um Entschuldigung (für die Störung), wenn man jemanden ansprechen möchte, um etwa eine Frage zu stellen. Beispiel: „Entschuldigen Sie bitte, können Sie mir sagen, wie ich zum Bahnhof komme?“

## Rechtswissenschaft
Die Rechtswissenschaft kennt den Begriff des Entschuldigungsgrundes, der einen Täter von der Schuld an einer Straftat befreien kann, ohne jedoch (wie ein Rechtfertigungsgrund) deren Rechtswidrigkeit aufzuheben.

## Entschuldigungsschreiben in der Schule

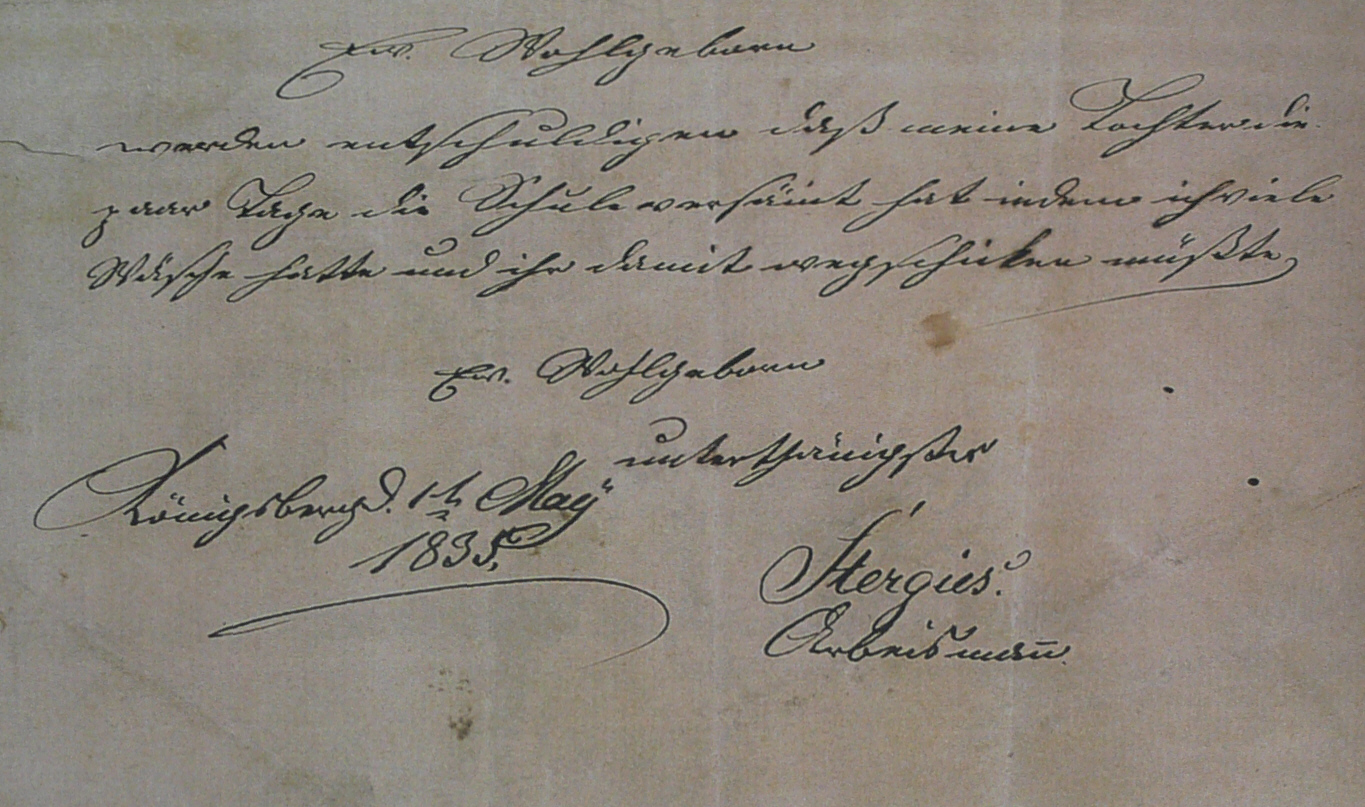
Ew. Wohlgeborn werden entschuldigen daß meine Tochter die paar Tage die Schule versäumt hat, indem ich viele Wäsche hatte und ihr damit wegschicken mußte. Ew. Wohlgeborn unterthänigster Stergies, Arbeismann. Königsberg d. 1ten May 1835.

In der Schule wird der Begriff Entschuldigung traditionell für eine schriftliche oder mündliche Erklärung eines Erziehungsberechtigten benutzt, warum ein Schüler vom Unterricht ferngeblieben ist oder fernbleiben wird. Volljährige Schüler können solche Entschuldigungen selbst schreiben; in Österreich (von den Eltern) „Eigenberechtigte“ ab der neunten Schulstufe (d. h. Jahrgangsstufe).